# 藤原忠實
藤原忠實（日语：／，1078年—1162年7月31日），日本平安時代公卿。藤原北家出身，藤原師通長子。官至從一位攝政關白太政大臣，准三宮。號知足院關白，又號富家殿。出家後法名圓理。

## 簡介
1106年任關白。1107年鳥羽天皇即位，忠實任攝政。當時鳥羽天皇舅父藤原公實希望以外戚身分擔任攝政，因源俊明阻撓而未果，忠實得以擔任攝政。1120年，因得罪白河法皇而受責難，退居宇治。其後忠實長子忠通受命為關白，忠實則為內覽。
忠實最愛次子賴長，與長子忠通不合。1150年，忠實希望讓賴長擔任內覽，忠通則向鳥羽法皇表達反對之意，忠實對此大感憤怒，認為忠通「不孝」，派人至忠通家中，奪取藤原氏家傳寶物朱器臺盤（朱器臺盤是藤氏長者的信物），授予賴長。
1156年，鳥羽法皇去世，爆發保元之亂，賴長與忠通分屬崇德上皇、後白河天皇兩方陣營。最後後白河天皇一方得勝，賴長死於亂中。支持賴長的忠實本應被流放，幸賴忠通的求情而得免。忠實因而對早年疏遠忠通的行為感到後悔。

## 系譜
- 父：藤原師通
- 母：藤原全子（日语：藤原全子） - 藤原俊家女
- 室：源任子 - 源俊房女
  - 一男二女：早逝
- 室：源師子 - 源顯房女 
  - 長女：藤原泰子（高陽院）（1095-1155） - 鳥羽天皇皇后
  - 長男：藤原忠通（1097-1164）
- 室：藤原盛實女 
  - 次男：藤原賴長（1120-1156）
- 妾：播磨（出自不明）